# Gustavo Henrique da Silva Sousa
Gustavo Henrique da Silva Sousa (Registro, 29 de marzo de 1994) es un futbolista brasileño que juega de delantero para el Shanghái Port de la Superliga de China.

## Carrera
Nacido en Registro, São Paulo, Gustavo se unió a la organización juvenil de Taboão da Serra en 2013. El 29 de enero de 2014, después de ser uno de los máximos goleadores de la Copa São Paulo de Futebol Júnior del año, firmó para Criciúma.
Gustavo hizo su debut sénior el 16 de febrero de 2014, llegando como sustituto de Ricardinho en la segunda mitad en una victoria en casa en el Campeonato Catarinense 2–1 contra Chapecoense. Su debut en Série A llegó el 9 de agosto, comenzando en un empate 0-0 ante el Cruzeiro.
El 4 de marzo de 2015, después de ser usado raramente, Gustavo fue prestado a Resende, por tres meses. El 13 de agosto se unió al club Nacional de la Primeira Liga, en préstamo por un año.
Al regresar a Tigre en 2016, Gustavo se convirtió en titular y anotó seis goles durante el Catarinense de la temporada, con dos frenos contra Camboriú y Chapecoense. En Série B, hizo su debut al anotar el juego solo en un éxito en casa sobre Náutico, y anotó otros diez goles antes de ser transferido.
El 23 de agosto de 2016, Gustavo se mudó a Corinthians, quien compró el 35% de los derechos federales del jugador (Criciúma solo era dueño del 70%). Fue presentado el 3 de septiembre e hizo su debut para el club cinco días después al reemplazar a Cristian en una victoria en casa por 3-0 contra el Sport Recife.

## Títulos

### Campeonatos nacionales
| Título                          | Club            | País   | Año  |
| ------------------------------- | --------------- | ------ | ---- |
| Campeonato Brasileño de Serie B | Fortaleza E. C. | Brasil | 2018 |
| Superliga de China              | Shanghái Port   | China  | 2024 |
| Copa de China                   | Shanghái Port   | China  | 2024 |

### Campeonatos regionales
| Título              | Club              | País   | Año  |
| ------------------- | ----------------- | ------ | ---- |
| Copa do Nordeste    | E. C. Bahia       | Brasil | 2017 |
| Campeonato Paulista | S. C. Corinthians | Brasil | 2019 |